# Stolac (Plužine)
Pour les articles homonymes, voir Stolac (homonymie).
Stolac (en serbe cyrillique : Столац) est un village de l'ouest du Monténégro, dans la municipalité de Plužine.

## Démographie

### Évolution historique de la population
| 1948 | 1953 | 1961 | 1971 | 1981 | 1991 | 2003 |
| ---- | ---- | ---- | ---- | ---- | ---- | ---- |
| 110  | 113  | 76   | 73   | 49   | 51   | 47   |